# Luquillo (Luquillo)
Luquillo es un barrio-pueblo ubicado en el municipio de Luquillo en el estado libre asociado de Puerto Rico. En el Censo de 2010 tenía una población de 1028 habitantes y una densidad poblacional de 1.587,65 personas por km².

## Geografía
Luquillo se encuentra ubicado en las coordenadas 18°22′38″N 65°42′54″O / 18.37722, -65.71500. Según la Oficina del Censo de los Estados Unidos, Luquillo tiene una superficie total de 0.65 km², de la cual 0.24 km² corresponden a tierra firme y (62.8%) 0.41 km² es agua.

## Demografía
Según el censo de 2010, había 1028 personas residiendo en Luquillo. La densidad de población era de 1.587,65 hab./km². De los 1028 habitantes, Luquillo estaba compuesto por el 62.26% blancos, el 25.29% eran afroamericanos, el 1.26% eran amerindios, el 0.19% eran asiáticos, el 6.61% eran de otras razas y el 4.38% pertenecían a dos o más razas. Del total de la población el 96.6% eran hispanos o latinos de cualquier raza.